# Lucbuán
Lucbuán,  también conocido como Luchuán, es un barrio rural  del municipio filipino de quinta categoría de Magsaysay perteneciente a la provincia  de Paragua en Mimaro,  Región IV-B.

## Geografía
Este barrio  se encuentra en  la isla de Gran Cuyo situada  en el mar de Joló en las  Islas de Cuyos, archipiélago formado por  cerca de 45 islas situadas al noreste de la isla  de Paragua (Puerto Princesa), al sur de Mindoro (San José) y al oeste de la de  Panay (Iloílo).
Este barrio  ocupa la parte oriental la isla lindando al norte con el barrio de Rizal, al sur con el de Emilod y al oeste con el de Danaguán (Danawan).

### Comunicacciones
En este barrio se encuentra el aeropuerto de Cuyo (Cuyo Airport IATA: CYU , ICAO: RPLO).

### Demografía
El barrio  de Lucbuán  contaba  en mayo de 2010 con una población de 1.624  habitantes, siendo el tercer barrio más poblado de este municipio.

## Turismo
En este barrio frente al arrecife costero se encuentra la playa de Kaimamis (Kaimamis Beach) de arena bordeada de palmeras y cabañas construidas al pie de una pequeña colina cubierta de árboles.